# Asaia
Asaia é um gênero de bacilos Gram-negativos aeróbios da família das Acetobacteraceae que ocorrem em plantas tropicais e como simbiontes em insetos. A Asaia pode ser futuramente utilizada para controle da malária, pois coloniza maciçamente o mesentério e o sistema reprodutor masculino do mosquitos do gênero Anopheles, em especial Anopheles stephensi

## Ler mais
- Ed.: Stanley Falkow (2006). Proteobacteria : Alpha and Beta subclasses. [S.l.: s.n.] ISBN 0-387-25495-1
- Aksoy, ed. by Serap (2008). Transgenesis and the management of vector-borne disease. [S.l.: s.n.] ISBN 0-387-78225-7
- Bourtzis, edited by Einat Zchori-Fein, Kostas (2011). Manipulative tenants bacteria associated with arthropods. [S.l.: s.n.] ISBN 1-4398-2750-8
- Zach N., Adelman (2015). Genetic Control of Malaria and Dengue. [S.l.: s.n.] ISBN 0-12-800405-3
- Jones, editors, P.G. Weintraub & P. (2009). Phytoplasmas : genomes, plant hosts and vectors. [S.l.: s.n.] ISBN 1-84593-530-6